# ROM
ROM (на английски: Read-Only Memory - памет само за четене) е клас електронни компютърни памети, използвани в компютрите и други електронни устройства.
Тъй като този вид памет позволява еднократен запис и многократно четене (на запаметената информация), тя се използва предимно за запис на фърмуер (на английски: firmware – софтуер, който е строго специфичен и е малко вероятно да се осъвременява). Строго погледнато, терминът ROM се отнася само за чипове, в които информацията се записва при самото им производство (т.е. това е информация на производителя). По-късно обаче започват да се произвеждат и видовете EPROM и EEPROM, които могат да се изтриват и презаписват. На практика след 2007 г. ROM чипове почти не се използват.
Друга характеристика на ROM паметта е, че е енергонезависима, т.е. позволява запазването на информация и при изключване на захранването. Тя е фабрично записана. Съдържа информация необходима за стартиране на компютъра.
В ROM паметта има BIOS програма, която компютъра стартира винаги при включване. Една от функциите ѝ е да направи проверка на клавиатура, монитор, харддиск и други компютърни компоненти дали са свързани правилно.
Има три вида ROM памет:
- PROM (programmable read-only memory) – Програмируема ROM памет. Потребителят може да запише в нея програма или данни, но веднъж записана не може да се презапише.
- EPROM (erasable programmable read-only memory) – Вариант на PROM, при който може да се изтрива информацията с помощта на специална ултравиолетова светлина. Възможно е да се изтриват данни или да бъдат записани (програмирани) други данни.
- EEPROM (electronically erasable programmable read-only memory) – Тук изтриването се извършва с помощта на електрически заряди.